# Charles Williams (Schriftsteller, 1909)
Charles Williams (* 13. August 1909 in San Angelo, Texas; † 7. April 1975 in Los Angeles) war ein US-amerikanischer Schriftsteller und Drehbuchautor. In den 1950er und 1960er Jahren war er einer der erfolgreichsten Autoren von Kriminalromanen. Viele seiner Werke wurden verfilmt, so zum Beispiel Auf Liebe und Tod und Todesstille.

## Biografie
Williams wuchs in Texas auf und trat nach der Schulzeit in die US-Handelsmarine ein, wo er eine Ausbildung zum Funker absolvierte. Nach einer 10-jährigen Dienstzeit heiratete er und arbeitete fortan als Radiotechniker für RCA in Galveston, Texas und später, bis zum Ende des Zweiten Weltkriegs, beim Puget Sound Naval Shipyard.
1951 veröffentlichte er den Roman Hill Girl, der auf Anhieb ein Bestseller mit mehr als einer Million verkaufter Exemplare wurde und es Williams ermöglichte, als professioneller Schriftsteller zu arbeiten. Mit seiner Frau reiste er durch die Welt und hielt sich lange Zeit in Frankreich auf, wo er als Schriftsteller breite Anerkennung fand. Nach dem Tod seiner Frau im Jahr 1972 lebte Williams einige Zeit allein in einem Wohnwagen an der Grenze zwischen Kalifornien und Oregon. 1975 beging er in Los Angeles Suizid.

## Werk
Williams zählt mit seinen Romanen zum Umfeld der Hardboiled-Autoren. In seinen frühen Romanen erliegt meist ein Mann den sexuellen Reizen einer schönen Frau und wird dann von ihr zu einem Verbrechen angestiftet, für das er dann alleine büßen muss.
Die Werke Der Diamanten-Bikini und Mondschein-Whisky sind aus der Sicht eines kleinen Jungen erzählte, "heitere" Romane, die sich um das illegale Brennen von Whiskey drehen.
Seine späten Romane spielen häufig auf dem Meer, wobei in der Regel ein unschuldiges Paar in den Strudel eines Verbrechens gerät, sich dann aber mit heiler Haut zu retten vermag.
Für seinen Roman "Der große Dreh" (Nothing in Her Way) erhielt er 1956 den Grand prix de littérature policière.

## Werke
- 1951 Hill Girl
  - Die Liebe der Brüder, dt. von Ruth Göth; Lichtenberg, München 1963.
- 1951 Big City Girl
  - Das Mädchen aus der Großstadt, dt. von Fritz Moeglich; Heyne, München 1970.
- 1951 River Girl (auch unter dem Titel The Catfish Tangle veröffentlicht)
  - Das Mädchen vom Fluss, dt. von Werner Gronwald; Heyne, München 1965.
- 1953 Hell Hath No Fury (auch unter dem Titel The Hot Spot veröffentlicht)
  - Bis dass der Mord euch scheidet, dt. von Christiane Nogly; Heyne, München 1966. ISBN 3-453-10473-0
  - auch als: The Hot Spot, gleiche Übersetzung; Heyne, München 1990. ISBN 3-453-04811-3
- 1953 Nothing in Her Way
  - Der große Dreh, dt. von Helmut Degner; Heyne, München 1967.
- 1954 Go Home, Stranger
  - Nur die Toten wussten es, dt. von Walter Schulz-Brown; Lehing, Hannover 1957.
  - Neuübersetzung: Sein großer Bluff, dt. von Werner Gronwald; Heyne, München 1962. ISBN 3-453-10521-4
- 1954 A Touch of Death (auch unter dem Titel Mix Yourself a Redhead veröffentlicht)
  - 100 Meilen Angst, dt. von Helmut Degner; Heyne, München 1967.
- 1955 Scorpion Reef (auch unter dem Titel Gulf Coast Girl veröffentlicht)
  - Heiß weht der Wind von Yukatan, dt. von Günter Hehemann; Heyne, München 1959. ISBN 3-453-10404-8
- 1956 The Big Bite
  - Der Köder, dt. von Werner Gronwald; Heyne, München 1963. ISBN 3-453-10192-8
- 1956 The Diamond Bikini
  - Der Diamanten-Bikini, dt. von Werner Kortwich; Heyne, München 1962. ISBN 3-453-08458-6
- 1958 Girl Out Back (auch unter dem Titel Operator veröffentlicht)
  - Der Dollarbaum, dt. Helmut Degner; Heyne, München 1967.
- 1958 Talk of the Town (auch unter dem Titel Stain of Suspicion veröffentlicht)
  - Drei Tage Aufenthalt, dt. von Werner Gronwald; Heyne, München 1963.
- 1958 All the Way (auch unter dem Titel The Concrete Flamingo veröffentlicht)
  - Der Flamingo-Mörder, dt. von Fritz Moeglich; Heyne, München 1965.
- 1958 Man on the Run (auch unter dem Titel Man in Motion veröffentlicht)
  - Kein Alibi, dt. von Werner Gronwald; Heyne, München 1964.
- 1959 Uncle Sagamore and His Girls
  - Mondschein-Whisky, dt. von Fritz Moeglich; Heyne, München 1967.
- 1960 The Sailcloth Shroud
  - Dreimal sterben ist zuviel, dt. von Werner Gronwald; Heyne, München 1962.
- 1960 Aground
  - Westlich der Bahamas, dt. von Werner Gronwald; Heyne, München 1961. ISBN 3-453-10151-0
- 1962 The Long Saturday Night (auch unter den Titeln Confidentially Yours und Finally, Sunday! veröffentlicht)
  - Die lange Samstagnacht, dt. von Werner Gronwald; Heyne, München 1963.
  - auch als: Auf Liebe und Tod, gleiche Übersetzung; Heyne, München 1984. ISBN 3-453-10690-3
- 1963 Dead Calm
  - Tödliche Flaute, dt. von Ursula Michaelsen; Mosaik, Hamburg 1963. ISBN 3-453-10432-3
  - auch als: Todesstille, gleiche Übersetzung; Heyne, München 1989. ISBN 3-453-03962-9
- 1966 The Wrong Venus (auch unter dem Titel Don't Just Stand There veröffentlicht)
  - Die falsche Venus, dt. von Ingeborg Frauke Meier; Mosaik, Hamburg 1968.
- 1971 And The Deep Blue Sea
  - Begräbnis auf hoher See, dt. Leni Sobez; Heyne, München 1972.
- 1973 Man on a Leash
  - Der Mann an der Leine, dt. von Günter Hehemann; Heyne, München 1975. ISBN 3-453-10234-7

## Verfilmungen (Auswahl)
- 1960: Ein Toter ruft an (The 3rd Voice) nach dem Roman „All the Way“ – Regie: Hubert Cornfield
- 1963: Heißes Pflaster (Peau de Banane) nach dem Roman „Banana Peel“ – Regie: Marcel Ophüls
- 1964: Schieß, solange du kannst (L' Arme à gauche) nach dem Roman „Aground“ – Regie: Claude Sautet
- 1964: Sein größter Dreh (Le gros coup) nach dem Roman „The Big Bite“ – Regie: Wilm ten Haaf
- 1968: Mit allen Wassern gewaschen (Don't Just Stand There!) nach dem Roman „The Wrong Venus“ – Regie: Ron Winston
- 1970: The Deep nach dem Roman „Dead Calm“ – Regie: Orson Welles
- 1975: Der Mann, der dreimal starb (The Man Who Would Not Die) nach dem Roman „The Sailcloth Shroud“ – Regie: Robert Arkless
- 1983: Auf Liebe und Tod (Vivement dimanche!) nach dem Roman „The Long Saturday Night“ – Regie: François Truffaut
- 1989: Todesstille (Dead Calm) nach dem gleichnamigen Roman – Regie: Phillip Noyce
- 1990: The Hot Spot – Spiel mit dem Feuer (The Hot Spot) nach dem Roman „Hell Hath No Fury“ – Regie: Dennis Hopper